# إتيان غرين
إتيان غرين (بالإنجليزية: Etienne Green) هو لاعب كرة قدم بريطاني في مركز حراسة المرمى، ولد في 19 يوليو 2000 في كولشيستر في المملكة المتحدة.

## وصلات خارجية
- إتيان غرين على موقع الاتحاد الأوربي (الإنجليزية)
- إتيان غرين على موقع إي إس بي إن إف سي (الإنجليزية)
- إتيان غرين على موقع قاعدة بيانات كرة القدم.إي يو (الإنجليزية)
- إتيان غرين على موقع ليكيب (الفرنسية)
- إتيان غرين على موقع Soccerbase.com (لاعب) (الإنجليزية)
- إتيان غرين على موقع Soccerway.com (الإنجليزية)
- إتيان غرين على موقع عالم كرة القدم.نت (الإنجليزية)
- إتيان غرين على موقع AS.com (الإسبانية)